# Tibor Csík
Tibor Csík (2 settembre 1927 – 22 giugno 1976) è stato un pugile ungherese.

## Palmarès

### Olimpiadi
- Oro a Londra 1948 nei pesi gallo.